# Chiesa di San Marcello (Anversa degli Abruzzi)
La chiesa di San Marcello è sita in via Duca degli Abruzzi ad Anversa degli Abruzzi in provincia dell'Aquila. È dedicata a papa Marcello I, santo patrono del paese.

## Storia
La chiesa, dell'XI secolo, fu ampliata durante il feudo del conte Nicolò da Procida che fece apporre il proprio stemma sul portale.
Nel 1902 è stata dichiarata monumento nazionale.

## Struttura

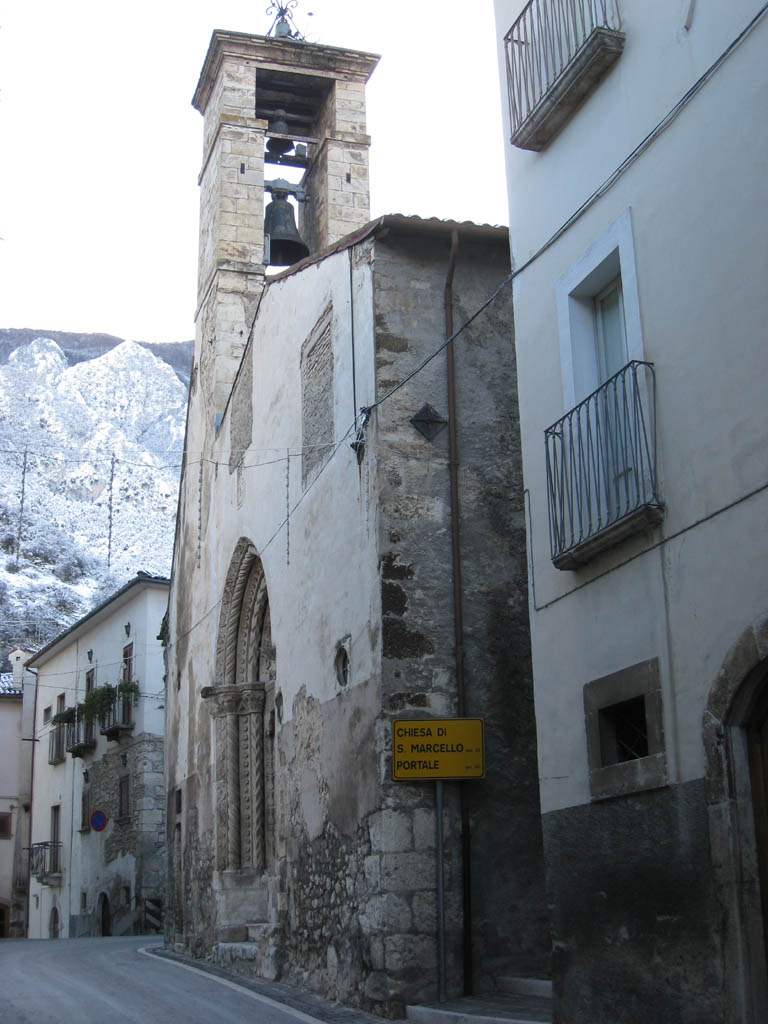
La chiesa di San Marcello

La facciata è romanica. Il portale è in stile tardo gotico intarsiato vivacemente con vari elementi nella cui lunetta a sesto acuto vi è un trilobo d'influenza borgognona del 1472 raffigurante la Madonna con Bambino fra san Marcello e san Vincenzo martire. Di pregevole fattura sono i battenti in legno di castagno, opera di Nicola da Sulmona (1468).
Le pareti interne presentavano numerosi affreschi, come testimoniato dai recenti ritrovamenti delle estese tracce dipinte nella parte alta della parete di fondo. Sul lato destro dopo l'ingresso sono stati rinvenuti due affreschi raffiguranti Santa Caterina d'Alessandria e Sant'Antonio. Altri brandelli di affreschi si trovano in una parete della scalinata del campanile, ma versano in cattivo stato.